# Sutton-in-Ashfield
Sutton-in-Ashfield este un oraș în comitatul Nottinghamshire, regiunea East Midlands, Anglia. Orașul se află în districtul Ashfield.